# شلالات سانت أنتوني
شلالات سانت أنتوني (Saint Anthony Falls) تقع في الحافة الشمالية الشرقية لوسط مدينة منيابولس، مينيسوتا، وهي الشلال الطبيعي الرئيسي الوحيد على نهر المسيسيبي. من منتصف القرن التاسع عشر حتى أواخره، تم بناء العديد من السدود فوق الوجوه الشرقية والغربية للشلالات لدعم صناعة المطاحن التي حفزت نمو مدينة منيابولس. في عام 1880، تم تعزيز الوجه المركزي للشلالات بواقي خشبي مائل لوقف تآكل المنبع الشلالات. في خمسينيات القرن العشرين، أعيد بناء الواقي بالخرسانة، والذي يشكل الجزء الأكثر وضوحا من الشلال اليوم. تم بناء سلسلة من الهويسات في خمسينيات و ستينيات القرن العشرين لتوسيع الملاحة إلى نقاط المنبع.
أزال الأب لويس هنبين كلمة داكوتا من تسمية الشلالات في عام 1680 وأسماها على اسم شفيعه القديس أنتوني بادوفا. في عام 1872 اندمجت مدينتا سانت أنتوني ومينابولس، اللتان تطورتا على الجانبين الشرقي والغربي للشلالات، للاستفادة الكاملة من قوة الشلالات بعمليات الطحن. من عام 1880 إلى حوالي عام 1930، كانت منيابولس تعرف باسم "عاصمة مطاحن الدقيق في العالم".
اليوم، يتم تحديد الشلالات من خلال مفيض والسد العلوي والهويسات الواقعة باتجاه مجرى جسر ثيرد أفنيو، والهويس السفلي والسد، في اتجاه المنبع مباشرة بعد جسر سانت انتوني فولز. تم بناء هذه الهويسات كجزء من مشروع الملاحة في أعالي نهر المسيسيبي الذي يبلغ ارتفاعه 9 أقدام. تم تعيين المنطقة المحيطة بالشلالات ك"منطقة سانت أنتوني فولز التاريخية" وتتميز بمسار مشي ذاتي التوجيه بطول 1.8 ميل (2.9 كم) مع لافتات تشرح ماضي المنطقة.